# Operation Ha-gō
Japanische Eroberung 1941/42

Bilin – Sittang – Pegu (Taukkyan) – Rangun – Yunnan-Burma-Straße (u.a. Tachiao – Oktwin – Toungoo – Yenangyaung – Lashio I)
1942/43

Burma-Kampagne 1942–1943

Arakan I – The Hump – Chindits
1944

Schlacht um Nordburma und West-Yunnan 1943–1945

Burma-Kampagne 1944

Arakan II – Ha-gō – Lashio II – Sangshak – Myitkyina – U-gō (Imphal – Kohima – Tennisplatz) – Mogaung – Song shan/Huitong-Brücke – Dan-gō
1944/45

Burma-Kampagne 1944–1945

Bhamo – Arakan III (Kangaw und Höhe 170 – Ramree) – Meiktila/Mandalay – Pakokku – Lashio III – Tanlwe Chaung – Operation Dracula – Sittang
Die Operation Ha-gō wurde zwischen 4. und 24. Februar 1944 durch die neu formierte japanische 28. Armee durchgeführt und war im Zweiten Weltkrieg Teil des Burmafeldzuges im Verlauf des Pazifikkriegs. Die Briten sprechen bei diesem Unternehmen vom Zweiten Feldzug in Arakan auch von der Schlacht um die Admin-Box, Schlacht bei Ngakyedauk, oder der Schlacht bei Sinzweya. Das Ziel der japanischen Heeresleitung war, die alliierten Truppen der britisch-indischen 14. Armee während der wichtigeren anlaufenden Operation U-gō abzulenken und zu binden.

## Vorgeschichte
In den Monaten nach der Niederlage im Arakan-Feldzug reorganisierten die Alliierten ihre Truppen. Am 26. Mai 1943 wurde Sir George Giffard zum Nachfolger von Generalleutnant Noel Irwin als neuer Chef der Ost-Armee bestellt, am 20. Juni wurde auch General Sir Archibald Wavell abgelöst. Giffard ordnete Training im Dschungelkampf an und bereitete für das Frühjahr 1944 eine Gegenoffensive vor. Die Japaner waren zuversichtlich, dass sie den Erfolg des Vorjahres, bei einem lokalen Gegenangriff wiederholen und vielleicht sogar auf Chittagong vorstoßen konnten, der Hafen, auf dem sich der Nachschub des XV. Korps stützte. Die neu aufgestellte japanische 28. Armee, die von Generalleutnant Sakurai Shōzō befehligt wurde, hielt sich in Arakan und Südburma. Es war geplant, in der ersten Februarwoche 1944 durch einen eigenen Angriff die Alliierten zu zwingen, von der Zentralfront aus Verstärkung nach Arakan zu schicken.

## Angriffsplanung
Ziel der Heeresleitung der japanischen Regionalarmee Burma war es, Truppen der britisch-indischen 14. Armee unter dem Befehl von Generalleutnant William Slim während der wichtigeren anlaufenden Operation U-gō abzulenken und zu binden, bevor die 15. Armee von Generalleutnant Mutaguchi Renya mit der Operation U-gō gegen Imphal und Nordostindien begann. Die japanische 28. Armee stand der Übermacht mit nur einer Division gegenüber; die japanische 55. Division unter Generalleutnant Hanaya Tadashi wurde nur mit 80 Flugzeugen der 5. Luft-Division der Heeresluftstreitkräfte unter Generalleutnant Tazoe Noboru verstärkt. Die südlicher eingesetzte 54. Division sicherte die Küstenlinie südlich von Akyab für den Nachschub und gegen alliierte Landungen.

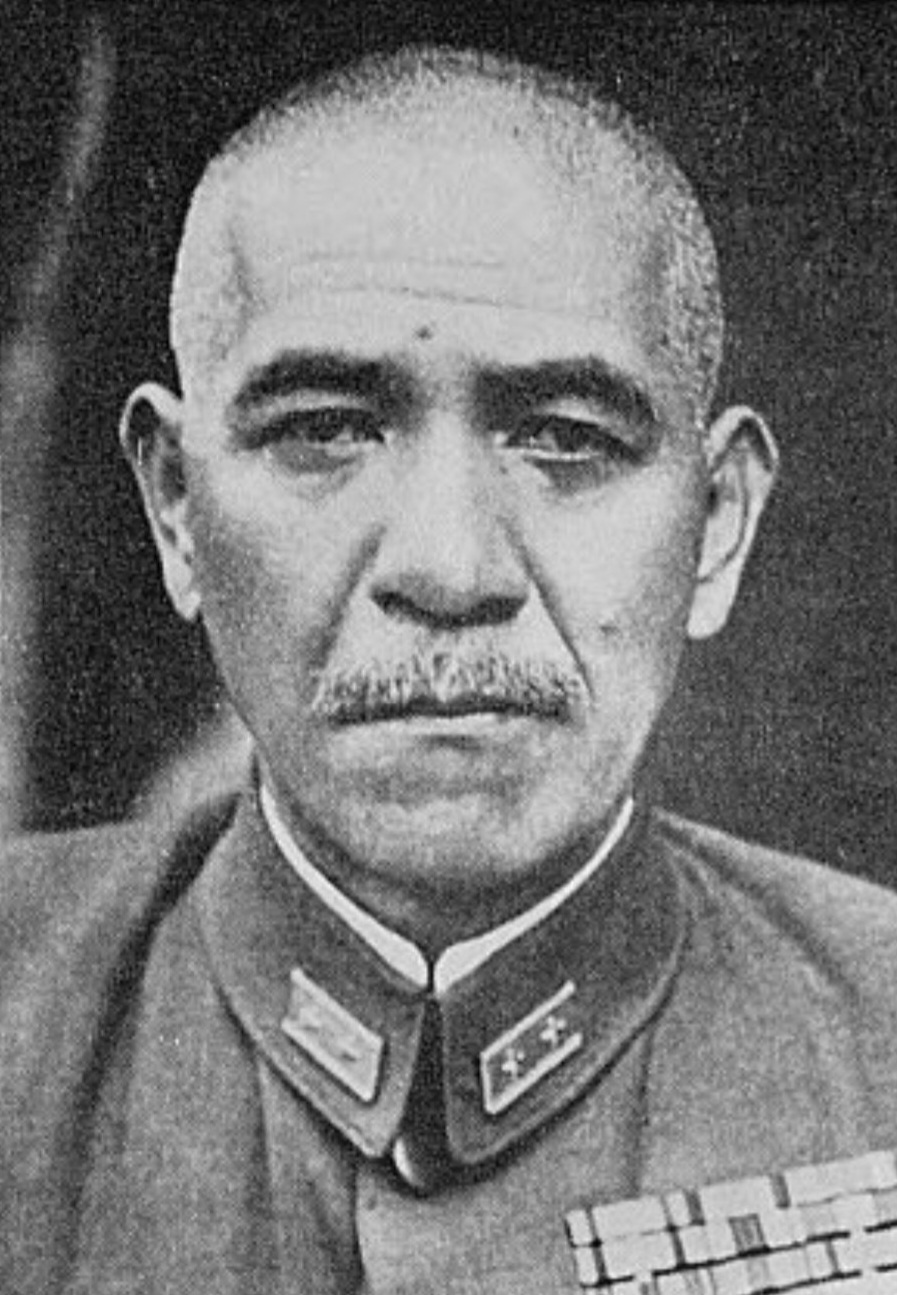
Generalleutnant Hanaya Tadashi

General Philip Christison hatte seine Truppen im November 1943 wieder über die Halbinsel Mayu nach Süden vorgeschoben um die Stellungslinie der Japaner im Januar 1944 zwischen Maungdaw-Razabil-Letwedet-Buthidaung anzugreifen. Die RAF-Battle Group 224 die in Chittagong stationiert war, brachte die absolute Luftüberlegenheit und unterstützte mit 14 Staffeln Jäger und Jagdbomber, zusammen fast 200 Flugzeuge.

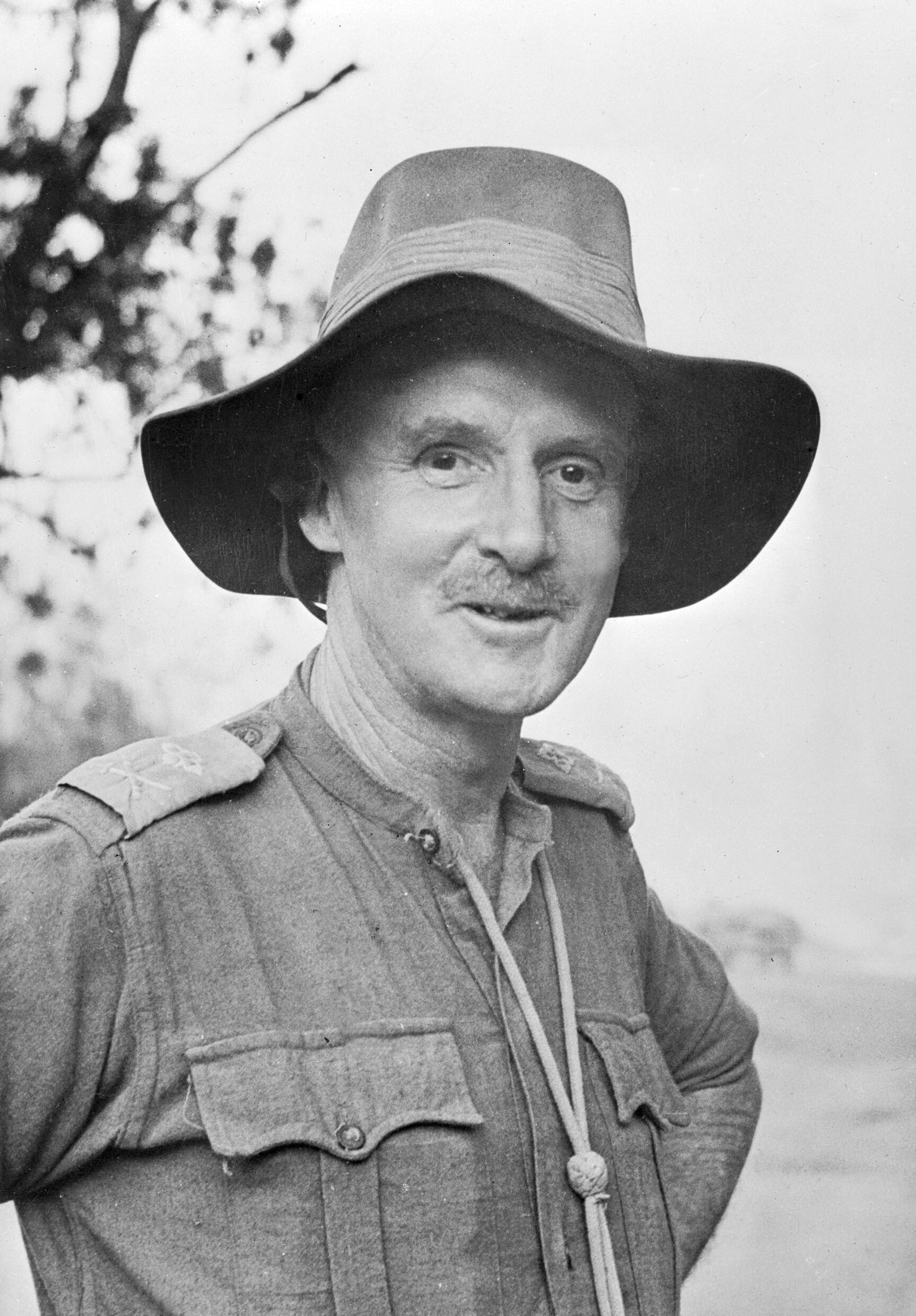
Frank Messervy

Britisch-indisches XV. Corps (General Officer Commanding Philip A. F. Christison)
- indische 5. Division (Generalmajor Harold Rawdon Briggs)
- indische 7. Division (Generalmajor Frank Messervy)
- westafrikanische 81. Division (Generalmajor Christopher Geoffrey Woolner, im Kaladangebiet)

Reserve:
- indische 26. Division (Generalmajor Cyril Lomax)
- britische 36. Division (Generalmajor Francis Festing)

Die indische 5. Division, die bereits Kämpfe in Ostafrika bestanden hatte, griff an der Küstenebene von Arakan an. Die gut ausgebildete indische 7. Division griff gegen Buthidaung und im Kalapanzin-Tal an.
Die Mayu-Halbinsel, gelegen zwischen dem Golf von Bengalen im Westen und der langen Mündung des Kalapanzin-Flusses, besteht aus einer Küstenebene, einem fruchtbaren Tal des Kalapanzin, welche durch die Dschungel bedeckte Mayu-Hügelkette getrennt wird. Die Ebene wird durch mehrere Gezeitenbäche, sogenannte Chaungs unterbrochen.
Am 9. Januar 1944 eroberte die indische 5. Division den kleinen Hafen Maungdaw. Das Korps bereitete sich auf das nächste große Ziel vor, die japanischen Stellungen östlich des Hafens bei Razabil. Dieser Abschnitt war bereits Teil der Mayu Range, wo durch zwei stillgelegte Eisenbahntunnel eine Straße durch die Hügel führte, die Maungdaw mit den Städten Buthidaung und Letwedet im Kalapanzin-Tal verband. Um die Truppen und Ressourcen für die zu erwarteten Angriffe zu verstärken, verbesserten Pioniere der indischen 7. Division einen schmalen Pfad über den Hügel, der als Ngakyedauk-Pass bekannt wurde, während nahe dem östlichen Ende des Passes bei Sinzweya, die sogenannte „Admin-Box“ als befestigter Raum vorbereitet wurde. Die westafrikanische 81. Division  rückte als Deckung im Osten im Tal des Kaladan-Flusses vor und band feindliche Truppen, hatte aber später keinen direkten Einfluss auf die Schlacht. Zwei andere Divisionen dienten als Reserve. Die britische 36. Division wurde erst während der Kämpfe aus den Raum Kalkutta herangeführt; die indische 26. Division stand bei Chittagong.

## Verlauf
Der Vormarsch der japanischen 55. Division von Generalleutnant Hanaya Tadashi auf der Maya-Halbinsel begann zunächst vorsichtig, gewann aber stetig an Fahrt. Zwei Bataillone sicherten Akyab, ein Bataillon bewachte die Küste der Halbinsel Mayu. Die Kampfgruppe des Oberst Doi Mototake (zwei Bataillone) hatten die Front zwischen dem Fluss Mayu und der Küste zu halten. General Hanaya verfügte für seinen am 4. Februar beginnenden Angriff nur mehr über fünf Bataillone unter Generalmajor Sakurai Tokutarō, die eine Umfassung ausführen sollten.

### Kämpfe bei Ngakyedauk und Sinzweya
Am 4. Februar brach die Kampfgruppe von Generalmajor Tokutarō Sakurai durch die Frontlinien der zu weit verstreuten indischen 7. Division etwa 19 Kilometer nach Norden durch und besetzte den Ort Taung Bazar. Dort überquerten sie den Fluss Kalapanzin und schwenkten hinter der alliierten Front nach Westen und Süden ein. Das Hauptquartier der indischen 7. Division wurde ausgehoben, es gab schwere Kämpfe, die Signalgeber und Schreiber der Division mussten ihre Dokumente und Ausrüstung zerstören und sich in kleine Gruppen aufteilen und in die befestigte Admin-Box zurückziehen. General Messervy entging knapp der Gefangennahme. Ein Bataillon des japanischen 213. Regiments (Kampfgruppe Kubo) durchquerte die Mayu Berge um Hinterhalte auf der Küstenstraße zu legen, durch die die indische 5. Division versorgt wurde. Die umgangenen Divisionen des XV. Korps mussten sich eingraben, um ihre Positionen halten zu können. Am Mittag des 5. Februar befanden sich die Truppen Sakurais bereits hinter der indischen 5. Division und hatten die Brisasco-Brücke besetzt.
Der Angriff auf das britische Vorratslager in Sinzweya scheiterte aber, weil es von Stabstruppen des Hauptquartiers und Nachrichtentruppen mit Hilfe des 25. leichten Panzerabwehr-Regiments erfolgreich verteidigt wurde. Der Korpskommandeur General Christison befahl dem Brigadegeneral Geoffrey Charles Evans, dem neu ernannten Kommandeur der indischen 9. Brigade, sich auf die befestigte Admin-Box zurückzuziehen und dort alle japanische Angriffe abzuwehren. Als Generalmajor Messervy und mehrere seiner Stabsoffiziere die Admin-Box erreichte, überließ er Evans die Verteidigung der Box, während er sich selbst darauf konzentrierte, die Kontrolle über die verstreuten Teile der indischen 7. Division wiederherzustellen. Evans verstärkte die Verteidiger der Box mit dem 2. Bataillon des West Yorkshire-Regiments und dem 24. Gebirgs-Artillerieregiment. Der wichtigste Rückhalt bestand aus zwei Schwadronen M3 Lee Panzer des 25. Dragoner-Regiments. Zu den Verteidigern gesellte sich später noch ein abgesplitterter Teil des 4. Bataillons der 8. Gurkha Schützen-Regiments (von der indischen 89. Brigade) und die Artillerie des 8 (Belfast) Artillerie-Regiments. Die sogenannte nahezu quadratische Admin-Box hatte eine Seitenlänge von etwa 1,1 km. Am Fuße eines 46 Meter hohen zentralen Hügels an der Westseite der Box türmten sich die geretteten Munitionsdepots auf.
In der Nacht des 7. Februar sickerten einige japanische Truppen in die Verwundeten-Station ein. In einem zweifellosen Kriegsverbrechen wurden 35 medizinische Mitarbeiter und Patienten ermordet. Dieses Massaker verstärkte die Entschlossenheit der Verteidiger, die nun wussten, welches Schicksal ihnen drohen würde, wenn sie kapitulierten. Japanisches Feuer auf die Admin-Box verursachte schwere Verluste in den überfüllten Verteidigungsanlagen und löste zweimal Explosionen im Munitionslager aus. Alle japanischen Versuche, die Verteidiger zu überrennen, wurden von alliierten Panzern vereitelt, die von den Japanern ohne schwere Waffen nicht bekämpft werden konnten.

### Luftversorgung der Admin-Box
Unterdessen warfen Douglas DC-3 Transportflugzeuge Rationen und Munition für die alliierten Verteidiger über der Admin-Box ab. Sie flogen insgesamt 714 Einsätze und setzten 2.300 Tonnen ab. Die ersten Flugzeuge trafen noch auf Widerstand von japanischen Kampfflugzeugen, einige Transportflugzeuge mussten zunächst umkehren. Drei Schwadronen von Spitfire-Jägern, die von Flugplätzen um Chittagong operierten, erlangten aber schnell die Luftüberlegenheit. In den folgenden wochenlangen Luftkämpfen wurden 65 japanische Flugzeuge unter Verlust von drei Spitfire abgeschossen oder beschädigt. Den Japanern wurden die Vorräte bereits knapp, während die indischen Formationen durch die Luftzufuhr immer über genug Munition und Nachschub verfügen konnten. Die Japaner versuchten Nachschub mit Packmulis und Arakanesen-Trägern zu organisieren, aber dieser Konvoi wurde von den alliierten überfallen und die Vorräte gingen verloren.
Die indische 26. Division hatte die 5. Division entlastet, die eine Brigade entsandte, welche den Ngakyedauk Pass passierte, um die 7. Division abzulösen. Die Kubo-Kampfgruppe wurde abgeschnitten und erlitt schwere Verluste, als sie versuchte, zu den japanischen Linien zurückzukehren. In der Nacht des 14. Februar versuchten die Japaner einen letzten Großangriff und konnten einen Hügel am Rande der Admin-Box zu erobern. Das 2. West Yorkshire-Regiment konnte die Position mit Unterstützung von Panzern am nächsten Tag wieder zurücknehmen, obwohl sie schwere Verluste erlitten. Oberst Tanahashi Shinsaku, Kommandeur des japanischen 112. Infanterieregiments, erklärte, dass sein Regiment aus einer ursprünglichen Stärke von 2150 auf 400 Mann reduziert worden war und weigerte sich weitere sinnlose Angriffe durchzuführen. Ab 22. Februar begangen die abgeschnittenen Japaner bereits selbst zu hungern. Am 26. Februar musste General Sakurai die verlustreiche Operation abbrechen und traf Anstalt seine Truppen den Rückzug zu erkämpfen.

## Folgen
Das zahlenmäßig weit überlegene britisch-indische XV. Corps hatte sich bei der Abwehr des japanischen Angriffes bewährt, hatte aber Verluste von 3506 Toten und Verwundeten zu beklagen. Der fehlgeschlagene japanische Angriff wurde mit nur 8 Bataillonen (etwa 8000 Mann) geführt, konnte aber 27 indische, 18 britische, 7 westafrikanische und 5 Gurkha-Bataillone binden und unterstützte damit die Operation U-gō. Anders gesagt hat eine japanische Division fast fünf alliierte in Schach gehalten und gebunden.
Zu diesem Zeitpunkt mussten aber auch die Operationen des XV. Corps begrenzt werden, um Transportflugzeuge und Truppen für die wichtigeren Schlachten bei Imphal und Kohima frei zu bekommen. General Giffard wollte die indische 5. und 7. Division so schnell wie möglich aus der Arakan-Front lösen, um sie per Luft nach Manipur abzutransportieren. Als der Monsun begann, wurde festgestellt, dass das tiefer liegende Gefechtsfeld der indischen 7. Division um Buthidaung durch Malaria verseucht war. Das XV. Corps zog ihre Truppen darauf aus dem Gebiet zurück, um sich drohenden Epidemien zu ersparen. Die Japaner verlegten ab 28. Februar drei Bataillone unter Oberst Tomotoki Koba, dem Kommandanten des 111. Infanterieregiments, gegenüber der westafrikanischen 81. Division im Kaladan-Tal. Mit Unterstützung einer Einheit der indischen Nationalarmee und lokalen Arakanesen gelang diesen Truppen ein erfolgreicher Gegenangriff gegen die isoliert geführte westafrikanische Division und zwang sie schließlich zum Rückzug aus dem Tal.
In der zweiten Märzwoche eroberte die indische 161. Brigade (Teil der indischen 5. Division) die „Schildkröte“ und die anderen Befestigungen um Razabil durch ein Flankenmanöver, bevor die Division aus der Front herausgezogen wurde. Die indische 26. und die britische 36. Division nahmen die Offensive Ende März und Anfang April wieder auf. Die 36. Division eroberte bis zum 4. April den sogenannten Tunnel-Abschnitt. Am 6. April eroberten Truppen der indischen 26. Division den wichtigen Hügel Punkt 551, der das Gebiet beherrschte und an dem die Japaner knapp ein Jahr zuvor einen wichtigen Sieg errungen hatten.